# Anchor (Illinois)
Pour les articles homonymes, voir Anchor.
Anchor est un village du comté de McLean dans l'Illinois, aux États-Unis,. Situé au sud du comté, il est incorporé le 28 août 1959.

## Démographie
Lors du recensement de 2010, le village comptait une population de 146 habitants. Elle est estimée, en 2016, à 144 habitants.